# Mesophryne
Mesophryne beipiaoensis
Genre
Espèce
Mesophryne est un genre éteint d'amphibiens anoures de la formation d'Yixian, datant du Crétacé et situé dans le Liaoning en Chine. Il n'est représenté que par une seule espèce, Mesophryne beipiaoensis.

## Systématique
Le genre Mesophryne et l'espèce Mesophryne beipiaoensis ont été décrits en 2001 par les paléontologues chinois Keqin Gao (d) et Yuan Wang (d).
Selon Paleobiology Database, en 2022, le genre Mesophryne est un nomen dubium de l'ordre des Anura, et l'espèce Mesophryne beipiaoensis un synonyme de Liaobatrachus beipiaoensis.

## Présentation
Elle est connue à partir d'un seul spécimen collecté près de Heitizigou, à 25 km au sud de Beipiao. Le spécimen a une longueur museau-évent de 69 mm.
Certains auteurs suggèrent que Mesophryne est un synonyme de Liaobatrachus, mais cette hypothèse est rejetée par d'autres. Dans une analyse phylogénétique, il s'est avéré qu'il s'agit d'une grenouille du groupe-couronne, qui en est davantage dérivée que les genres Ascaphus et Leiopelma, mais moins que les alytides et d'autres grenouilles plus avancées.

## Étymologie
Le nom générique, Mesophryne, dérive du grec ancien μέσος, mésos, « médian », et Φρύνη, phrúnê, « crapaud », et fait référence à cette espèce du Mésozoïque de l'« empire du Milieu » (Middle Kingdom).
L'épithète spécifique, composée de beipiao et du suffixe latin -ensis, « qui vit dans, qui habite », fait référence à la ville de Beipiao qui se situe à proximité de la localité type.

## Publication originale
- (en) Ke-Qin Gao et Yuan Wang, « Mesozoic anurans from Liaoning Province, China, and phylogenetic relationships of archaeobatrachian anuran clades », Journal of Vertebrate Paleontology, SVP et Taylor & Francis, vol. 21, no 3,‎ 22 août 2001, p. 460-476 (ISSN 0272-4634 et 1937-2809, OCLC 238100068, DOI 10.1671/0272-4634(2001)021[0460:MAFLPC]2.0.CO;2, JSTOR 20061975).